# Rejon koziatyński
Rejon koziatyński – jednostka administracyjna w składzie obwodu winnickiego Ukrainy.
Powstał w 1923. Ma powierzchnię 1120 km² i liczy około 40 tysięcy mieszkańców. Siedzibą władz rejonu jest Koziatyn.
W skład rejonu wchodzą 2 osiedlowe rady oraz 32 silskie rady, obejmujące 71 wsi.

## Miejscowości rejonu
- (Безіменне)
- Biłopilla (Білопілля)
- Błażejówka (Блажіївка)
- Brodeckie (Бродецьке)
- (Чернички)
- (Дубина)
- Dzierżanówka (Держанівка)
- Mecherzyńce Dębowe (Дубові Махаринці)
- (Флоріанівка)
- Hłuchiwci (Глухівці)
- (Глухівці) osada
- (Гурівці)
- (Хліборобне)
- Iwankowce[2] (Іванківці)
- Józefówka (Йосипівка)
- Jurówka (Юрівка)
- Karolówka (Королівка)
- Kaszperówka (Кашперівка)
- Koziatyn (Козятин)
- Kordyszówka (Кордишівка)
- (Коритувата)
- Krasne (Красне)
- (Куманівка)
- Listopadówka (Листопадівка)
- (Лозівка)
- Łopatyn (Лопатин)
- Machnówka (Комсомольське)
- (Мала Клітинка)
- (Малишівка)
- (Марківці)
- Mecherzyńce[3] (Махаринці)
- (Медведівка)
- (Миколаївка)
- (Михайлин)
- (Молодіжне)
- (Молотківці)
- (Мухувата)
- Mszaniec[4] (Мшанець)
- Niemierzyńce[5] (Немиринці)
- (Непедівка)
- (Панасівка)
- (Перемога)
- (Пиковець)
- (Пляхова)
- Policzyńce[6] (Поличинці)
- (Прушинка)
- Puzyrki (Пузирки)
- Pustocha (Пустоха)
- (Рубанка)
- Samhorodek (Самгородок)
- (Селище)
- (Сестринівка)
- (Сигнал)
- Sokolec[7] (Сокілець)
- (Садове)
- (Сошанське)
- (Тернівка)
- Tytusówka (Титусівка)
- (Туча)
- (Широка Гребля)
- (Велике)
- (Великий Степ)
- (Верболози)
- Wernyhródek (Вернигородок)
- (Вівсяники)
- (Вовчинець)
- Woskodawińce[8] (Воскодавинці)
- (Збараж)
- Zozulińce (Зозулинці)
- (Жежелів)
- Żurbińce (Журбинці)

Nieistniejące
- Wiktorówka[9] (Ві́кторівка)